# São Pedro da Serra
São Pedro da Serra egy község (município) Brazília Rio Grande do Sul államában. Népességét 2021-ben 3881 főre becsülték.

## Nevének eredete
Kezdetben Linha São Pedro volt a neve a kápolna védőszentjére, Szent Péterre utalva. A da Serra (hegyi, hegyvidéki) utótagot a község függetlenedésekor adták a névhez, hogy megkülönböztessék az ország többi São Pedro (Szent Péter) nevet viselő közösségétől.

## Története
Története 1878-ban kezdődött, a német gyarmatosítás második hullámával. Első telepese a német Peter (portugálosítva Pedro) Lisenfeld volt, aki az erdők kiirtása után mezőgazdasági tevékenységnek szentelte magát. Később további német családok telepedtek le (Hartmann, Cornelius, Schmitz, Engerhof, Weschenfelder, Schneider, Hummes, Werlang stb), Lisenfeld pedig földet adományozott egy kápolna építésére, azzal a feltétellel, hogy Szent Péternek szenteljék azt. Az első évtizedekben a munka az infrastruktúra kialakítására és az önellátó mezőgazdaság és az alapvető tevékenységek fenntartására korlátozódott, az igazi fejlődés csak a 20. század elején, az itt áthaladó Montenegro és Bento Gonçalves közötti vasútvonal megnyitásával kezdődött. 1911-ben már kőházak épültek, megnyílt az első kereskedőház, felgyorsult a német telepesek érkezése.
A gyarmatosítás idején Bento Gonçalves községhez, később Garibaldihoz, Montenegróhoz, majd Salvador do Sulhoz tartozott. 1992-ben függetlenedett és 1993-ban önálló községgé alakult. 2017-ben felavatták Szent Péter szobrát a településen.

## Leírása
Székhelye São Pedro da Serra, további kerületei nincsenek. A községközpont 510 méteres tengerszint feletti magasságban fekszik, Porto Alegretől 103 kilométerre. Éghajlata szubtrópusi, nedves és esős, télen faggyal. Gazdaságának fő ágazata a baromfitenyésztés. A környék bővelkedik a természeti szépségekben (folyók, vízesések, kanyonok, kilátók).